# Sandra Arlinghaus
Sandra Lach Arlinghaus é uma educadora estadunidense, professora adjunta na Escola de Recursos Naturais e Meio Ambiente da Universidade de Michigan. Suas investigações dizem respeito à geomática.

## Formação
Arlinghaus tem um A.B. em matemática pelo Vassar College, um mestrado em geografia pela Wayne State University e um PhD em geografia teórica pela Universidade de Michigan.

## Livros
Arlinghaus é o autora ou co-autora de vários livros sobre geografia matemática, incluindo:
- Spatial Mathematics: Theory and Practice through Mapping, com Joseph Kerski (CRC Press, 2013)[2]
- Graph Theory and Geography: An Interactive View, eBook, com William C. Arlinghaus e Frank Harary (Wiley, 2002)
- Practical Handbook of Spatial Statistics, com Daniel A. Griffith (CRC Press, 1995)[3]
- Practical Handbook of Digital Mapping: Terms and Concepts, com Robert F. Austin (CRC Press, 1994)
- Practical Handbook of Curve Fitting (CRC Press, 1994)[4]